# Accademia svedese
L'Accademia svedese o Accademia di Svezia (in svedese Svenska Akademien), fondata nel 1786 dal re Gustavo III, è una delle accademie reali della Svezia.

## Storia
Sviluppata sul modello dell'Académie française, è composta di 18 membri. Il motto dell'Accademia è "talento e gusto" ("Snille och Smak" in svedese). Lo scopo principale dell'Accademia è quello di promuovere "la purezza, il vigore e la maestà" della lingua svedese. A questo fine l'Accademia pubblica due dizionari.
Il primo è un dizionario composto di un solo volume chiamato Svenska Akademiens ordlista (SAOL). Il secondo è un dizionario multi-volume scritto in base a principi simili a quelli dell'Oxford English Dictionary, chiamato Svenska Akademiens ordbok (SAOB). Il SAOL ha raggiunto la 12ª edizione, mentre il SAOB, dopo il primo volume stampato nel 1893, ha completato la pubblicazione della 1ª edizione nel 2023.
Dal 1901 L'Accademia decide ogni anno chi debba essere il vincitore del premio Nobel per la letteratura, assegnato in memoria del fondatore Alfred Nobel.
Nel marzo 2015 l'Accademia ha ufficializzato il pronome neutro hen, che si va ad aggiungere ai pronomi maschile e femminile.
Il 2 maggio 2018, il re Carlo XVI Gustavo ha modificato le regole dell'Accademia e ha permesso ai membri di dimettersi. Le nuove regole stabiliscono anche che un membro che è rimasto inattivo nel lavoro dell'accademia per più di due anni può essere invitato a dimettersi. Seguendo le nuove regole, i primi membri a concedere formalmente il permesso di lasciare l'Accademia e lasciare i loro seggi sono stati Kerstin Ekman, Klas Östergren, Sara Stridsberg e Lotta Lotass. Due giorni dopo, l'Accademia ha annunciato che il premio Nobel per la letteratura del 2018 sarebbe stato rinviato al 2019.

## Membri attuali
I membri attuali dell'Accademia, qui sotto elencati, sono divisi per seggio (stol) occupato:
| Seggio | Membro dell'Accademia | Anno di nascita | Anno di elezione | Note                                            |
| ------ | --------------------- | --------------- | ---------------- | ----------------------------------------------- |
| 1.     | Eric M. Runesson      | 1960            | 2018             |                                                 |
| 2.     | Bo Ralph              | 1945            | 1999             |                                                 |
| 3.     | David Håkansson       | 1978            | 2023             | Verrà introdotto il 20 dicembre 2023            |
| 4.     | Anders Olsson         | 1949            | 2008             | Ex-segretario permanente ad interim (2018-2019) |
| 5.     | Ingrid Carlberg       | 1961            | 2020             |                                                 |
| 6.     | Tomas Riad            | 1959            | 2011             |                                                 |
| 7.     | Åsa Wikforss          | 1961            | 2019             |                                                 |
| 8.     | Jesper Svenbro        | 1944            | 2006             |                                                 |
| 9.     | Ellen Mattson         | 1962            | 2019             |                                                 |
| 10.    | Peter Englund         | 1957            | 2002             | Ex-segretario permanente (2009-2015)            |
| 11.    | Mats Malm             | 1964            | 2018             | Segretario permanente dal 1º giugno 2019        |
| 12.    | Per Wästberg          | 1933            | 1997             |                                                 |
| 13.    | Anne Swärd            | 1969            | 2019             |                                                 |
| 14.    | Steve Sem-Sandberg    | 1958            | 2020             |                                                 |
| 15.    | Jila Mossaed          | 1948            | 2018             |                                                 |
| 16.    | Anna-Karin Palm       | 1961            | 2023             | Verrà introdotta il 20 dicembre 2023            |
| 17.    | Horace Engdahl        | 1948            | 1997             | Ex-segretario permanente (1999-2009)            |
| 18.    | Tua Forsström         | 1947            | 2019             |                                                 |

## Segretari permanenti
| Ordine | Seggio | Segretario Permanente  | Anno di nascita | Periodo   | Note                   |
| ------ | ------ | ---------------------- | --------------- | --------- | ---------------------- |
| 1.     | 11.    | Nils von Rosenstein    | 1752            | 1786–1824 |                        |
| 2.     | 13.    | Frans Michael Franzén  | 1772            | 1824–1834 |                        |
| 3.     | 12.    | Bernhard von Beskow    | 1796            | 1834–1868 |                        |
| 4.     | 5.     | Johan Erik Rydqvist    | 1800            | 1868–1869 | pro tempore            |
| 5.     | 15.    | Ludvig Manderström     | 1806            | 1869–1872 |                        |
| 6.     | 12.    | Carl Gustaf Strandberg | 1825            | 1872–1874 | pro tempore            |
| 7.     | 9.     | Henning Hamilton       | 1814            | 1874–1881 |                        |
| 8.     | 11.    | Bror Emil Hildebrand   | 1806            | 1881–1883 | pro tempore            |
| 9.     | 8.     | Carl David af Wirsén   | 1842            | 1883–1912 | pro tempore in 1883–84 |
| 10.    | 6.     | Hans Hildebrand        | 1842            | 1912      | pro tempore            |
| 11.    | 11.    | Erik Axel Karlfeldt    | 1864            | 1913–1931 |                        |
| 12.    | 14.    | Per Hallström          | 1866            | 1931–1941 |                        |
| 13.    | 13.    | Anders Österling       | 1884            | 1941–1964 |                        |
| 14.    | 7.     | Karl Ragnar Gierow     | 1904            | 1964–1977 |                        |
| 15.    | 14.    | Lars Gyllensten        | 1921            | 1977–1986 |                        |
| 16.    | 3.     | Sture Allén            | 1928            | 1986–1999 |                        |
| 17.    | 17.    | Horace Engdahl         | 1948            | 1999–2009 |                        |
| 18.    | 10.    | Peter Englund          | 1957            | 2009–2015 |                        |
| 19.    | 7.     | Sara Danius            | 1962            | 2015–2018 |                        |
| 20.    | 4.     | Anders Olsson          | 1949            | 2018-2019 | pro tempore            |
| 21.    | 11.    | Mats Malm              | 1964            | 2019-     |                        |

## Sede
L'edificio ora conosciuto come la Borsa valori di Stoccolma è stato costruito ed è di proprietà dell'Accademia. È qui che l'Accademia si riunisce e, tra gli altri compiti, annuncia i nomi dei vincitori del premio Nobel per la letteratura.